# Titularbistum Castro di Puglia
Castro di Puglia (lat.: Castrum in Apulia) ist ein Titularbistum der römisch-katholischen Kirche.
Es geht zurück auf einen untergegangenen Bischofssitz in der Gemeinde Castro, die in der südostitalienischen Region Apulien liegt, und der   der Kirchenprovinz Otranto zugeordnet war.  Neben der Stadt Castro gehörten die Orte Andrano, Castiglione, Cerfignano, Cocumola, Diso, Marittima, Nociglia, Ortelle, Poggiardo, Santa Cesarea, Surano, Spongano, Vaste, Vignacastrisi e Vitigliano zum Territorium der Diözese.
1818 wurde das Bistum aufgelöst und das Diözesangebiet an das Erzbistum Otranto angegliedert.
| Titularbischöfe von Castro di Puglia |                           |                                |                   |                   |
| Nr.                                  | Name                      | Amt                            | von               | bis               |
| 1                                    | Peter Seiichi Shirayanagi | Weihbischof in Tokio (Japan)   | 15. November 1969 | 21. Februar 1970  |
| 2                                    | Richard John Sklba        | Weihbischof in Milwaukee (USA) | 6. November 1979  | 21. November 2024 |